# Anyphaena bermudensis
Anyphaena bermudensis är en spindelart som beskrevs av Petra Sierwald 1988. Anyphaena bermudensis ingår i släktet Anyphaena och familjen spökspindlar.
Artens utbredningsområde är Bermuda. Inga underarter finns listade i Catalogue of Life.